# Safata
Safata, parfois écrit Sahafata est une commune rurale malgache dans le district de Lalangina, dans la partie centrale de la région Haute Matsiatra.